# Bart Star
Bart Star (англ. Барт — зірка)  — шоста серія 9-го сезону серіалу «Сімпсони».

## Сюжет
Мардж Сімпсон помічає, що Барт Сімпсон набрав ваги і записує його до бейсбольної команди, яку тренує Фландерс. Ліса Сімпсон також хотіла вступити у команду, але дізнашись, що у команді дівчата вже є, а м'ячі синтетичні, йде з команди. На посту тренера Фландерса несподівано замінює Гомер Сімпсон. Команда Гомера виграє турнір, а Барта забирають у тюрму замість Нельсона.